# UTC+13

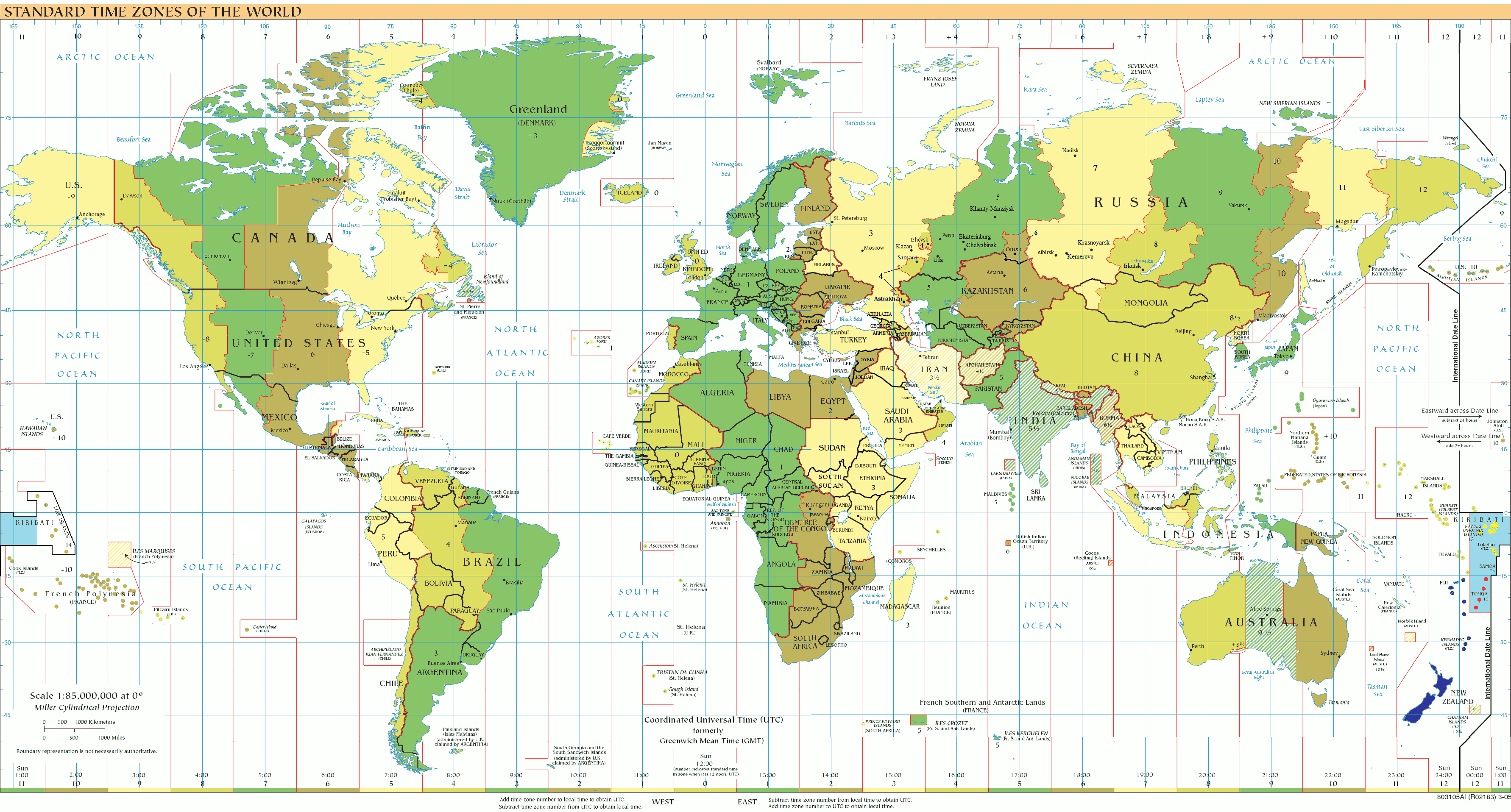
UTC+13: 青-12月前後に適用、橙-6月前後に適用、水色-当該海域

UTC+13とは、協定世界時を13時間進ませた標準時である。
UTC-11と同じ時刻であるが、それよりも1日進んでいる。

## 該当地域

### 標準時（通年）
- キリバス
  - フェニックス諸島時間
- トケラウ - ニュージーランド領
- トンガ
- サモア

### 夏時間（南半球）
- ニュージーランド
- フィジー
- 南極
  - 南極点のアムンゼン・スコット基地およびマクマード基地（補給地であるニュージーランドの夏時間を採用）

## 歴史
キリバスは1995年、東部の時間を変更し、UTC-11 および UTC-10 をそれぞれ UTC+13・UTC+14 とした。それまで、キリバスの国土は国際日付変更線によって東西に二分され、東西間でまる1日近い時差が生じていた。なお、世界で最も早く日付が変わることで知られるカロリン島（ミレニアム島）も、この時に変更されたものである。
トンガは長年 UTC+13 を用いているが、1999年から2002年までの夏（南半球の）は夏時間の UTC+14 を用いていた。
また、かつてはロシアのカムチャツカ夏時間において用いられていたが、2010年3月にマガダン夏時間に統合された。
2011年12月29日末、サモアは標準時を UTC-11 から UTC+13 （夏時間は UTC-10 から UTC+14 ）へ変更。同日、トケラウも同様に変更した（夏時間無し）。